# Bernadettekerk (Sittard)
De Bernadettekerk is een voormalig kerkgebouw in de Sittardse wijk Baandert, gelegen aan Baandert 23.

## Geschiedenis
De parochie werd opgericht in 1957. In 1958 werd een houten noodkerk in gebruik genomen. In 1974 werd dit gebouw gesloopt. De definitieve kerk werd gebouwd in 1966. Architect was Jozef Fanchamps. In 2010 werd de kerk onttrokken aan de eredienst en omgebouwd tot urnenhof.

## Gebouw
Het betreft een rechthoekige bakstenen zaalkerk, gedekt door een zadeldak. Het koor wordt afgesloten met een muur, waarop een abstracte schildering door Libert Ramaekers. Het orgel is van 1980 en werd gebouwd door Verschueren.
Voor de ingang staat een open betonnen klokkentoren, waarin zich tevens een carillon bevindt.